# 八束町
八束町（やつかちょう）は、島根県の北東部の鳥取県の県境近くに位置し、八束郡に属していた町である。2005年（平成17年）に合併により松江市の一部となった。牡丹や薬用人参の栽培が盛んであり、ぼたんの里として知られる。

## 地理

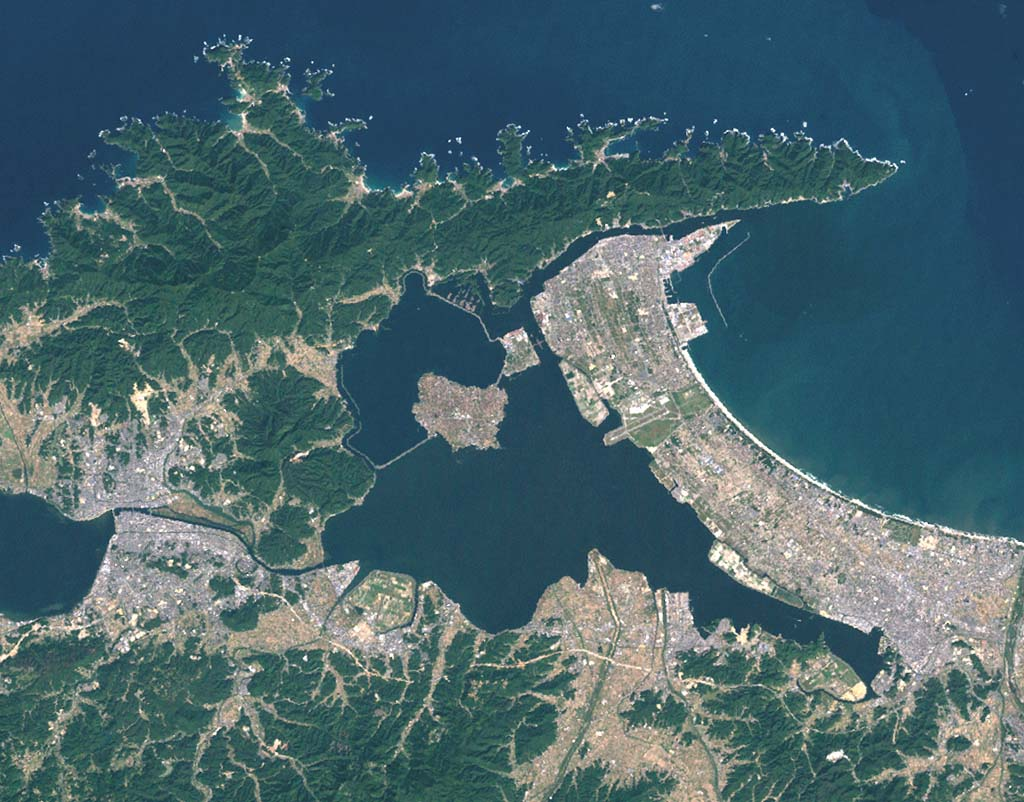
大根島と江島が浮かぶ中海

島根県と鳥取県の県境にある中海に浮かぶ大根島と江島からなっていた。江島と鳥取県境港市を繋ぐ橋として、日本一支間長の長いプレストレスト・コンクリート橋である江島大橋がある。

## 歴史
- 1929年（昭和4年）1月1日 - 波入村・二子村が合併して八束郡八束村が発足。
- 1970年（昭和45年）4月1日 - 八束村が町制施行して八束町となる。
- 2005年（平成17年）3月31日 - 松江市・鹿島町・島根町・美保関町・八雲村・玉湯町・宍道町と合併し、改めて松江市が発足。同日八束町廃止。

## 行政
- 町長 : 門脇 康雄（任期 : 1999年4月27日-2005年3月30日）

## 経済

### 産業
- 産業人口（2000年国勢調査）
  - 第1次産業：611人（24％）
  - 第2次産業：886人（34.9％）
  - 第3次産業：1,044人（41.1％）

## 教育
- 八束町立八束中学校
- 八束町立八束小学校

## 交通
町内を鉄道路線は通っていない。鉄道を利用する場合の最寄駅は、JR西日本山陰本線東松江駅または境線余子駅。

### バス
- 松江市交通局

### 道路
- 島根県道259号大根島線
- 島根県道338号八束松江線 - 2007年8月31日島根県告示第716号により廃止。現：島根県道338号美保関八束松江線。

## 名所・旧跡・観光スポット
- 由志園
- 大根島の熔岩隧道
- 大根島第二熔岩隧道
- 観光ぼたん園
- 中浦水門
- 薬用人参（高麗人参）

## 祭事・催事
- 牡丹切花品評会
- ぼたん祭り

## エピソード
1978年のドラマ『十字路』（千葉真一主演）で舞台となった。町民と八束町立八束中学校の在校生がエキストラで出演し、撮影協力をしている。